# منطقة حظر الطيران المقترحة خلال الغزو الروسي لأوكرانيا 2022
خلال الغزو الروسي لأوكرانيا عام 2022، تم تقديم عدد من المقترحات لفرض منطقة حظر طيران فوق أوكرانيا.

## خلفية
منطقة حظر الطيران هي شكل من أشكال المنطقة منزوعة السلاح، حيث تقوم القوة العسكرية بإنشاء منطقة لا يُسمح لطائرات معينة بالتحليق فوقها. يمكن أن تشمل مناطق حظر الطيران هجمات استباقية لمنع الانتهاكات المحتملة، أو القوة التفاعلية التي تستهدف الطائرات المخالفة، أو المراقبة دون استخدام القوة.

## التاريخ
في 28 فبراير، دعا الرئيس الأوكراني فولوديمير زيلينسكي الناتو إلى إنشاء منطقة حظر طيران فوق أوكرانيا، قائلاً إنه «إذا فعل الغرب ذلك، فإن أوكرانيا ستهزم المعتدي بدماء أقل بكثير». في وقت لاحق من ذلك اليوم، صرحت السكرتيرة الصحفية للبيت الأبيض الأمريكية جينيفر بساكي أن القوات الأمريكية لن تنشئ منطقة حظر طيران فوق أوكرانيا، قائلة إن ذلك «سيعني أساسًا أن الجيش الأمريكي سوف يسقط طائرات روسية»، والتي وصفتها بأنها «تصعيد بالتأكيد، فمن المحتمل أن يضعنا هذا في مكان نواجه فيه صراعًا عسكريًا مع روسيا.» 
في 3 مارس، جدد زيلينسكي دعواته لمنطقة حظر طيران، قائلاً: «إذا لم تتمكن من إغلاق السماء الآن، فحينئذٍ أعطنا الجدول الزمني متى ستفعل ذلك؟ إذا لم تتمكن الآن من تقديم الجدول الزمني، أخبرنا كم عدد الأشخاص الذين يجب أن يموتوا؟ قل لي كم. سأذهب للعد وانتظر هذه اللحظة. آمل أن تغلق السماء. إذا لم تكن لديك القوة والشجاعة للقيام بذلك، فامنحني الطائرات. ألا يكون ذلك عادلاً؟» 
في 4 مارس، أعلن الناتو أنه لن ينشئ منطقة حظر طيران، حيث صرح الأمين العام ينس ستولتنبرغ أن الناتو يتحمل مسؤولية «منع هذه الحرب من التصعيد خارج أوكرانيا». رداً على ذلك، صرح زيلينسكي أن قيم «الضمانات والوعود الأمنية، وتحديد التحالفات» بدت ميتة بالنسبة لحلف شمال الأطلسي.
في 5 مارس، صرح الرئيس الروسي فلاديمير بوتين أن أي تحرك نحو منطقة حظر طيران «سنعتبره مشاركة للبلد المعني في نزاع مسلح».

## الآراء

### داعمة

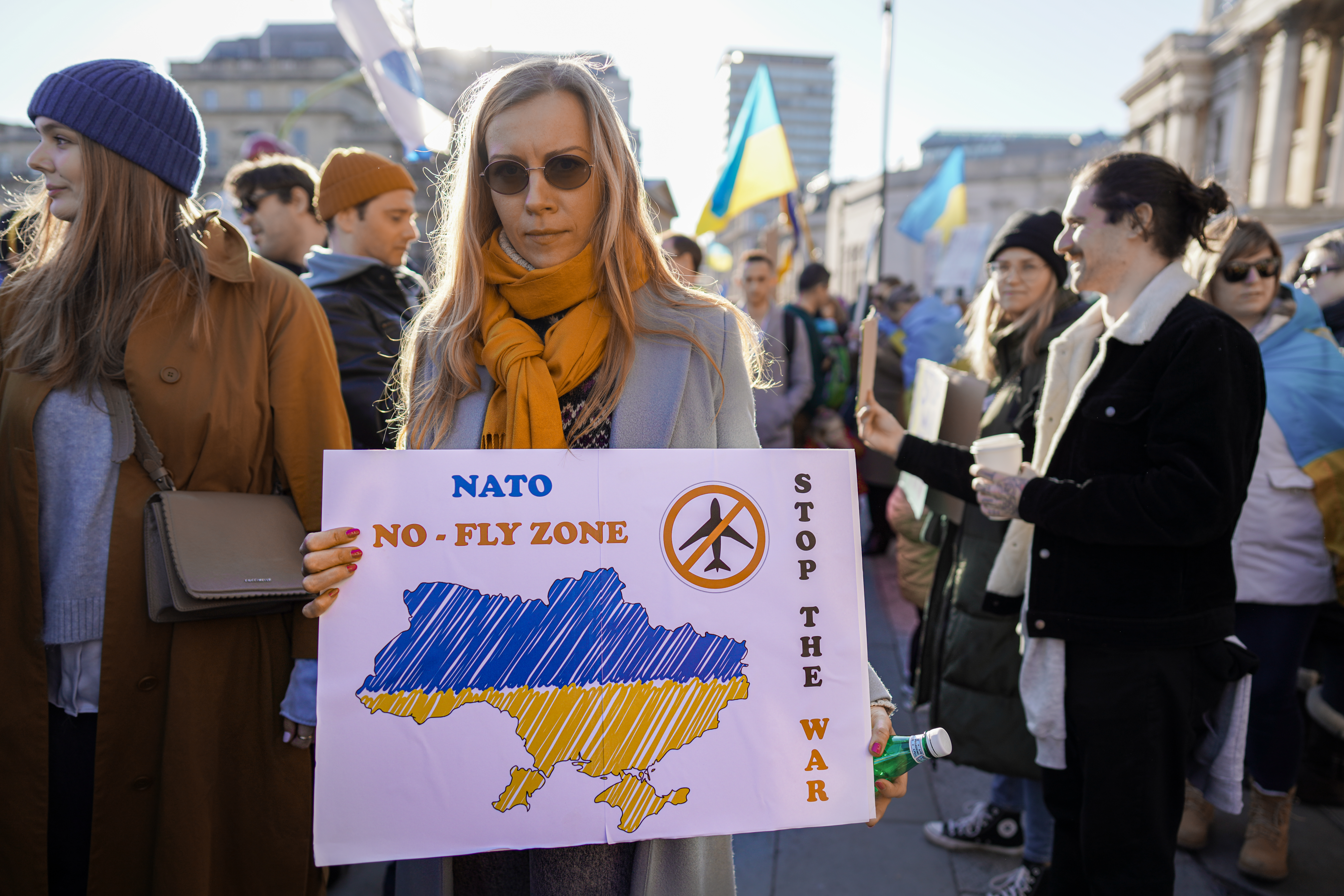
متظاهرة ترفع لافتة لدعم منطقة حظر الطيران.

واجهت داريا كالينيوك، مُؤَسِسة مركز مكافحة الفساد الأوكراني، رئيس الوزراء البريطاني بوريس جونسون في مؤتمر صحفي في وارسو، قائلة إن «الشعب الأوكراني يطلب بشدة من الغرب حماية سمائنا. . . أنت تقول رداً على ذلك أنها ستشعل الحرب العالمية الثالثة، لكن ما هو البديل؟ لنلاحظ كيف يقوم أطفالنا - بدلاً من الطائرات - بحماية الناتو من الصواريخ والقنابل؟»  جادل وزير الدفاع الأوكراني السابق أناتولي هريتسينكو بأن منطقة حظر الطيران ضرورية «لمنع روسيا من شن ضربات صاروخية مدمرة أو إسقاط القنابل أو القيام بعمليات هجوم جوي واسعة النطاق باستخدام المروحيات والطائرات.» 
جادل الكاتب في صحيفة الغارديان سيمون تيسدال بأن قوات الناتو يجب أن «تعلن عن نيتها في فرض منطقة حظر طيران»، مشيرًا إلى أن «المفارقة هي أنه كلما زادت مقاومة أوكرانيا نجاحًا وطول أمدها، زادت المخاطر التي يتعرض لها الناتو. ومع ذلك، إذا كان دعم الحلفاء لا يستطيع في نهاية المطاف تجنب الانجرار إلى الصراع مع روسيا، فلماذا يؤخر الأمر الذي لا مفر منه؟»  جادلت صوفي أنتروبوس من كلية كينجز لندن بأن منطقة حظر الطيران «ربما لن يكون لها» التأثيرات المقصودة، لكنها جادلت ضد استبعادها، قائلة إن القيام بذلك ينطوي على خطر خلق «مفارقة تصعيدية»، حيث «إذا تم استبعاد أي عمل من الغرب لا يكون مجرد رد فعل لأنشطة روسيا، فإننا مقدر لنا أن نبقى رد فعل إلى الأبد».
جادل توبياس إلوود، رئيس لجنة الدفاع البريطانية، بأنه يجب أن يتمتع الناتو «بمزيد من الثقة في إدارة سيناريوهات الحرب الباردة عالية المخاطر هذه» وذكر أنه سيكون «مضللًا، وتبسيطًا، وانهزاميًا حقًا اقتراح أن الانخراط في منطقة حظر طيران فوق أوكرانيا ستؤدي تلقائيًا إلى نشوب حرب». جادل السياسي الأمريكي آدم كينزينجر قائلاً: «أخشى إذا استمر هذا الأمر، فسيتعين علينا التدخل بطريقة أكبر»،  بينما جادل جو مانشين بأنه «إزالة أي خيار من على الطاولة، معتقدين أننا قد لا نكون قادرين على استخدامه لأننا أزلناه بالفعل، فهذا خطأ».
جادل ريك هيلير، رئيس أركان الدفاع الكندي السابق، قائلاً: «أعلم أن الناتو منظمة دفاعية لكنك لا تبدأ الدفاع عند بابك الأمامي»، وجادل بأنه إذا تم فرض منطقة حظر طيران قبل الغزو «ربما كان لدى بوتين أفكار أخرى قبل أن يبدأ». دعا السفير الأمريكي السابق لدى الناتو كورت فولكر إلى إنشاء منطقة حظر طيران محدودة فوق مناطق معينة من أوكرانيا «لخلق مساحة خالية حيث لا توجد هجمات ضد المدنيين للسماح بتدفق المساعدات الإنسانية والمدنيين بالمغادرة بأمان».

### معارضة
جادل عدد كبير من المعلقين، من اليمين واليسار، ضد فكرة إنشاء منطقة حظر طيران.
جادل هوارد ستوفر من جامعة نيو هافن بأنه «إذا كان شخص ما في منطقة حظر الطيران، فلا يمكنك مطاردته فحسب، بل عليك إسقاطه»، متسائلاً أيضًا عما إذا كان «لدينا حقًا التزام وطني بالذهاب إلى الحرب مع روسيا، ولا أعتقد أننا نفعل ذلك». جوشوا بولاك من معهد ميدلبري للدراسات الدولية جادل بأنه «في جميع الاحتمالات، فإن التفوق التقليدي لحلف الناتو سيقدم لبوتين قريبًا خيارًا صارمًا: إما قبول هزيمة مذلة أو إطلاق نسخة من الخيار النووي الذي يلوح به بالفعل»، وذلك «إذا أردنا حماية قيم المجتمعات الحرة، يجب أن تستمر تلك المجتمعات في الوجود».
وصف الناقد الاجتماعي الأمريكي نعوم تشومسكي الدعوات إلى منطقة حظر طيران بأنها "مفهومة"، لكنه قال إن تنفيذها سيكون "جنونًا". تعني منطقة حظر الطيران أن القوات الجوية الأمريكية لن تهاجم الطائرات الروسية فحسب، بل ستقصف أيضًا المنشآت الأرضية الروسية التي توفر دعمًا مضادًا للطائرات للقوات الروسية، مع أي "أضرار جانبية" تترتب على ذلك. هل من الصعب حقًا فهم ما يلي؟" 
جادل السفير الكندي لدى الأمم المتحدة بوب راي بأن منطقة حظر الطيران ستكون «شيئًا رائعًا إذا حدث، لكنها تتطلب درجة من الإجماع لا توجد ببساطة في هذا الموقف»، مضيفًا أنه «من المهم أن نتذكر أن مناطق الحظر الجوي الناجحة قد تم تنفيذها بنجاح لأنه لم يتحدى أحد سلطة الدولة التي كانت توفر الغطاء الجوي».

### تحليلات أخرى
صرح كريستوف بلوث من جامعة برادفورد أن «منطقة حظر الطيران لا تعني أنه لا يُسمح لأي طائرة بالتحليق، لأن من يفرضها هي الطائرات التي تقوم بدوريات في السماء باستمرار»، نظرًا لأن الطائرات المصنفة صديقة بموجب نظام تحديد العدو والصديق يمكنها تجنب ذلك، لكن «الردع النووي يعمل - فهو يردع الناتو، لأن القادة الغربيين غير متأكدين من عقلانية القيادة الروسية»، مضيفًا أنه «من المهم أن يكون واضحًا أن منطقة حظر طيران فوق أوكرانيا هي اقتراح مختلف مقارنة بالصراعات الأخرى مثل العراق وسوريا».

## تصريحات المسؤولين الحكوميين
- إستونيا – قال وزير الدفاع كالي لانيت إنه يدعم شخصيًا إغلاق المجال الجوي فوق أوكرانيا، في حين أن الموقف النهائي لإستونيا سيكون ما يقرره حلف الناتو.[28]
- ليتوانيا – حث الرئيس جيتاناس ناوسودا على توخي الحذر، مشيرًا إلى أن منطقة حظر الطيران هي «إعلان جيد، ولكن كيف يتم تنفيذ هذا الإعلان عمليًا؟ إذا انتهكت الطائرات الروسية منطقة حظر الطيران هذه، فما هي التعليمات على الأرض؟»[29]
- الولايات المتحدة – صرح وزير الخارجية أنتوني بلينكين قائلاً: «لن نضع الولايات المتحدة في صراع مباشر مع روسيا» وأن الحكومة الأمريكية كانت تحاول «إنهاء هذه الحرب في أوكرانيا، وليس بدء حرب أكبر».[30]

## استطلاعات الرأي
- وجد استطلاع أجرته رويترز / إبسوس في 4 مارس أن 74٪ من الأمريكيين سوف يؤيدون إنشاء منطقة حظر طيران فوق أوكرانيا.[31]